# Sofia Škidčenková
Sofia Škidčenková (nepřechýleně Škidčenko, ukrajinsky Софiя Шкiдченко; * 28. prosince 2005 Kyjev) je ukrajinská zpěvačka.
Vystupovat začala již v mládí a proslavila se zejména svými jódlovacími schopnostmi. V roce 2018 se zúčastnila soutěže Holos Dity, kde byla oceněna.
Několikrát se zúčastnila národního výběru ukrajinské Junior Eurovision Song Contest. V roce 2016 se představila s písní Dolce Vita a skončila na šestém místě. V následujícím roce se přihlásila s písní Yo De Ley. Později, v roce 2020, se zúčastnila znovu s písní Ok. Navzdory jejímu několikanásobnému vystoupení nebyla nikdy vybrána, aby reprezentovala Ukrajinu v mezinárodní soutěži.
Své nejnovější písně nahrává na YouTube, kde je možné nalézt i některé originální skladby, například Big Bang.